# Ілляшевич Володимир Миколайович
Володимир Миколайович Ілляшевич (12 березня 1939 — 30 жовтня 2004) — український музикант, балалаєчник, народний артист України. Професор Київського національного університету культури і мистецтв, артист національної філармонії України. 2002 року брав участь у виборах в народні депутати України за округом № 223 і набрав 0,64 % голосів виборців.